# Gasung
Eine Gasung (auch Ausgasung) bedeutet bei einem Bleiakkumulator, der über die Spannung von 2,4 Volt (Ladeendspannung) geladen wird, dass statt einer Disproportionierung von Bleisulfat zu Blei und Bleidioxid eine Elektrolyse von Wasser zu Wasserstoff (H2) und Sauerstoff (O2) stattfindet. Der Bleiakkumulator fungiert dann ungewollt als Hofmannscher Wasserzersetzungsapparat. Gasungen können auch bei anderen Akkumulatortypen mit wässrigem Elektrolyten auftreten. Sie sind stets gefährlich, weil das Gemisch der ausgasenden Substanzen und das Gemisch des ausgasenden H2 mit dem O2 der Umgebungsluft je nach Mischungsverhältnis brennbar oder sogar explosiv sein können. Gasgemische mit einem detonationsfähigen Mischungsverhältnis werden daher auch Knallgas genannt.